# Семени заметак
Семени заметак (лат. ovulum) је женски репродуктивни орган биљака са семеном кога чине мегаспорангија и њен омотач, а развија се на мегаспорофилима. Развиће мегаспора, развиће женске гаметофит генерације, оплођење и развиће ембриона дешавају се унутар семеног заметка. Ембрион и ткива семеног заметка граде семе.

## Грађа семеног заметка
Семени заметак је изграђен из мегаспорангије, која се назива нуцелус, и једног или два листолика омотача — интегумента. Нуцелус може бити добро развијен (красинуцелатни заметак), или у некој мери редукован (тенуинуцелатни заметак). Унутар диплоидног нуцелуса развија се мегаспороцит, ћелија од које мејотичком деобом у процесу спорогенезе настаје хаплоидна мегаспора.
Код семених папрати и већине голосеменица око нуцелуса се налази само један интегумент (стање које се назива унитегмичан семени заметак), док се код скривеносеменица налазе два интегумента (битегмичан заметак). Код цикаса постоје три интегумента око нуцелуса. Код изведенијих група скривеносеменица долази до редукције једног од омотача, па се око зрелог нуцелуса налази само један интегумент. Код паразитских врста, попут припадника фамилије имела (Loranthaceae) интегументи не постоје, нуцелус није јасно уочљив, а сами замеци су срасли са зидом мегаспорофила.
Интегументи не обухватају нуцелус у потпуности — његов врх је слободан и отворен. Овај део семеног заметка назива се микропила. Микропила омогућава оплођење, јер кроз њу мушки гаметофит (полен или поленова цев) долази у контакт са женским. Део семеног заметка насупрот микропили, којим се заметак везује за ткиво мегаспорофила (плаценту) назива се халаза. У пределу халазе интегументи граде фуникулус (семену ножицу). Транспорт минералних и органских материја до нуцелуса обавља се кроз ћелије халазе. Код тзв. халазогамних биљака мушки гаметофит продире кроз халазу до женског гаметофита.

## Оријентација и плацентација заметка
Оријентација семеног заметка, тј. положај микропиле у односу на фуникулус, може се окарактерисати као:
- усправна, када се заметак назива атропан или ортотропан;
- извинута, када је заметак анатропан;
- попречна, када је заметак камилотропан.

Код скривеносеменица разликује се положај за који се унутар затвореног мегаспорофила (карпеле или читавог плодника) семени заметак везује за плаценту. Тако, у односу на положај плаценте на лисној плочи (ламини) мегаспорофила разликују се:
- ламинарна плацентација — плацента се не налази на ивици мегаспорофила;
- маргинална плацентација — плацента се налази на самој ивици мегаспорофила;

На основу положаја плаценте у плоднику разликују се следећи типови плацентација:
- базална плацентација — плацента се налази у дну плодника;
- апикална плацентација — плацента се налази при врху плодника;
- паријетална плацентација — плаценте се налази у зиду сложеног плодника;
- аксиларна плацентација — плаценте се налазе централно, у засебним карпелама сложеног плодника;
- централна плацентација — плаценте се налазе централно у јединственој шупљини сложеног плодника.

## Развиће мегагаметофита
Током спорогенезе, мегаспороцит се мејотички дели и даје четири хаплоидне ћелије. Три ћелије дегенеришу, а преостала ћелија расте и постаје мегаспора. Мегаспора се митотички дели и даје мегагаметофит — женску гаметофит генерацију биљака са семеном. Мегагаметофит код семених папрати и голосеменица се састоји из великог броја ћелија и једара (до 2000) које граде архегоније у којима настају јајне ћелије.
Мегагаметофит скривеносеменица, који се назива и ембрионова кесица, садржи много мањи број ћелија и једара. Ембрионова кесица већине скривеносеменица садржи 8 једара у 7 ћелија. Ћелије ембрионове кесице Polygonum типа настају кроз три митотичке деобе мегаспоре. Ћелија која је најближа микропили постаје јајна ћелија, око ње се налазе две ћелије синергиде. На супротном крају ембрионове кесице, уз халазу, налазе се три ћелије антиподе које најчешће дегенеришу. У самом средишњем делу ембрионове кесице налази се једна централна ћелија са два (поларна) једра.